# Evert Endt
Pour les articles homonymes, voir Endt.
 (avril 2025).
La mise en forme du texte ne suit pas les recommandations de Wikipédia : il faut le « wikifier ».
Les points d'amélioration suivants sont les cas les plus fréquents. Le détail des points à revoir est peut-être précisé sur la page de discussion.
- Les titres sont pré-formatés par le logiciel. Ils ne sont ni en capitales, ni en gras.
- Le texte ne doit pas être écrit en capitales (les noms de famille non plus), ni en gras, ni en italique, ni en « petit »…
- Le gras n'est utilisé que pour surligner le titre de l'article dans l'introduction, une seule fois.
- L'italique est rarement utilisé : mots en langue étrangère, titres d'œuvres, noms de bateaux, etc.
- Les citations ne sont pas en italique mais en corps de texte normal. Elles sont entourées par des guillemets français : « et ».
- Les listes à puces sont à éviter, des paragraphes rédigés étant largement préférés. Les tableaux sont à réserver à la présentation de données structurées (résultats, etc.).
- Les appels de note de bas de page (petits chiffres en exposant, introduits par l'outil «  Source ») sont à placer entre la fin de phrase et le point final[comme ça].
- Les liens internes (vers d'autres articles de Wikipédia) sont à choisir avec parcimonie. Créez des liens vers des articles approfondissant le sujet. Les termes génériques sans rapport avec le sujet sont à éviter, ainsi que les répétitions de liens vers un même terme.
- Les liens externes sont à placer uniquement dans une section « Liens externes », à la fin de l'article. Ces liens sont à choisir avec parcimonie suivant les règles définies. Si un lien sert de source à l'article, son insertion dans le texte est à faire par les notes de bas de page.
- La présentation des références doit suivre les conventions bibliographiques. Il est recommandé d'utiliser les modèles {{Ouvrage}}, {{Chapitre}}, {{Article}}, {{Lien web}} et/ou {{Bibliographie}}. Le mode d'édition visuel peut mettre en forme automatiquement les références.
- Insérer une infobox (cadre d'informations à droite) n'est pas obligatoire pour parachever la mise en page.

Pour une aide détaillée, merci de consulter Aide:Wikification.
Si vous pensez que ces points ont été résolus, vous pouvez retirer ce bandeau et améliorer la mise en forme d'un autre article.
Evert Endt, né à Zaandam le 25 juillet 1933 et mort à Paris le 21 mars 2025, est un designer français.

## Biographie
Evert Endt est né à Zaandam, aux Pays-Bas, en 1933. Il a grandi en Suisse et a étudié à la Kunstgewerbeschule de Zurich dans les années 50.

## Carrière
En 1958, Endt commence sa carrière à la Compagnie de L'Esthétique Industrielle (CEI) de Raymond Loewy, le siège européen de l’agence de design la plus importante de ces années, basée à Paris.
Il devient ensuite directeur artistique et en 1968 directeur du CEI, responsable de nombreux programmes de design global tels que BP, Shell, Coop et Elna Lotus (Collection permanente du Museum of Modern Art de New York ) et Rivella, Motta.
En 1974, il obtient la nationalité française. L'année suivante, il crée Endt+Fulton Partners avec le designer américain James F. Fulton en 66, Rue de Sèvre, à Paris. Depuis 1992, l'agence participe à des programmes sociaux axés sur l'environnement. Il travaille pour divers organismes culturels et industriels, sous la tutelle des ministères de la Santé, de la Culture et de la Justice.
Pendant la présidence de François Mitterand il a réalisé des expositions pour le Centre Georges Pompidou  «Environnement quotidien en Chine», et pour  la Cité des Sciences et de l'Industrie de la Villette. Entre autres, il y a expositions thématiques permanentes et temporaires incluent «Vivre dans l'espace», «Énergies» et «Nouveaux matériaux».
En 1992, Evert Endt est nommé directeur de l'Ensci/Les Ateliers - Ecole Nationale Supérieure de Création Industrielle - à Paris. L'année suivante, il devient directeur du programme de troisième cycle en recherche et gestion des nouvelles technologies au sein du Laboratoire Samsung pour le design innovant.

## Prix
- Prix International "Intérieur 80" Biennale de Courtrai 1980
- Conception d'étiquettes français (esthétique industrielle) 1982-84 [3]
- Janus de l'Industrie 1985
- Oscar du journal Nouvel Économiste 1986
- Nomination de Chevalier des arts et lettres par le Ministère de la Culture 1998